# Bánh dẻo
Bánh dẻo là một trong hai loại bánh trung thu đặc biệt của người Việt Nam, bên cạnh bánh nướng. Với vỏ bánh được làm từ bột nếp rang xay mịn nhào quyện cùng nước đường, nước hoa bưởi; và nhân bánh với đậu xanh, hạt sen, hay thập cẩm đủ loại nguyên liệu thực phẩm làm chín từ trước, để làm bánh dẻo không cần chuẩn bị lò nướng, mà chỉ cần sự kiên nhẫn cũng như cách pha trộn nguyên liệu chính xác.

## Đặc điểm
Không thể biết chính xác nguồn gốc ra đời của bánh dẻo - loại bánh trung thu đặc sản của Việt Nam, chỉ biết rằng nó xuất hiện với mong muốn cầu chúc cho mùa màng bội thu của người nông dân. Cứ mỗi dịp lễ tết trung thu, người Việt lại làm cả hai loại bánh trung thu, bao gồm bánh nướng (ảnh hưởng 1000 năm Bắc thuộc) và bánh dẻo, và cả hai loại bánh thường được bày cùng với nhau thể hiện sự hài hòa của đất trời. Trong khi bánh nướng nguồn gốc từ Trung Quốc phổ biến tại nhiều quốc gia Á Đông khác đến nỗi bánh dường như đồng nghĩa với khái niệm "bánh trung thu", bánh dẻo với quy trình thực hiện (không nướng), nguyên liệu (vỏ bánh làm bằng bột nếp trắng tinh nhồi với nước hoa bưởi và nước đường; nhân bánh bằng hạt sen hay đậu xanh tán nhuyễn), màu sắc hình thức (đúc trong khuôn gỗ hình tròn) lại mang tính đặc trưng độc đáo, bên cạnh các loại bánh dân tộc khác như bánh trôi, bánh nếp, bánh giày.
Theo khẩu vị ẩm thực của người Hà Nội, bánh dẻo thường ngọt sắc hơn trong Nam. Đường kính của bánh thường rất lớn, có thể gần bằng chiếc mâm, để thể hiện hình dáng của vầng trăng thu lớn và trắng ngà trong biểu tượng của ý nghĩa "đoàn viên của gia đình" và nhất là tình yêu khăng khít vợ chồng.
Cuối thập niên 1980, tại Hồng Kông xuất hiện một loại bánh có hình dạng tương tự như bánh dẻo là bánh dẻo lạnh (còn gọi là bánh trung thu tuyết hay bánh trung thu vỏ lạnh, chữ Hán: 冰皮月餅, tuyết bì nguyệt bính, snow skin mooncake). Loại bánh này dần lan sang các quốc gia có lễ tiết trung thu như Trung Quốc đại lục, Ma Cao, Đài Loan, Malaysia và Singapore. Tuy nhiên vỏ bánh không sử dụng nước đường mà dùng đường bột, chất béo thực vật (shortening), sữa tươi làm xốp; nhân bánh là các loại hoa quả, mứt; bánh luôn được bảo quản và thưởng thức bằng cách giữ lạnh, nên không hoàn toàn giống bánh dẻo kiểu Việt Nam.
Trong tiếng Anh, bánh dẻo Việt Nam được biết đến với tên gọi là Sticky rice mooncake hoặc chỉ đơn thuần là Vietnamese Mooncake.

## Nguyên liệu
Ngoại trừ bánh dẻo chay không nhân, bánh dẻo thông thường gồm hai phần vỏ bánh và nhân bánh, với nguyên liệu cho từng phần như sau:
Vỏ bánh dẻo theo truyền thống có màu trắng trong, sử dụng bột nếp rang chín, xay và rây mịn (đôi khi có thể thêm một phần tinh bột ngô, bột mì); nước đường (tuy không cần quá cầu kỳ như bánh nướng vốn dĩ cần nước đường để rất lâu, thậm chí hàng năm, nước đường làm bánh dẻo để càng lâu cũng càng làm bánh ngon), nước hoa bưởi, một chút dầu ăn loại không mùi, màu nhẹ (dầu ăn giúp tránh cho bột bánh bị khô, tuy nhiên nhiều nghệ nhân làm bánh không dùng). Hiện nay, hình thức vỏ bánh dẻo trung thu có nhiều thay đổi. Song song với màu trắng truyền thống, vỏ bánh có nhiều vị và màu sắc thu hút hơn, với sự hỗ trợ của phẩm màu thực phẩm, bột trà xanh, lá dứa thơm, chanh dây, cà phê, dâu tây, hạt dành dành, hoa đậu biếc, củ dền và bột tinh chất than tre.
Nhân bánh dẻo truyền thống thường được biết đến với kiểu nhân đậu xanh (hoặc hạt sen) được làm nhuyễn sên đặc (có thể kèm lòng đỏ trứng muối), nhưng hiện nay đã đa dạng hơn rất nhiều. Cũng như bánh nướng, những chiếc bánh dẻo khác biệt về hương vị và phẩm chất không hẳn ở hình thức bên ngoài mà là ở nhân bánh. Sự sáng tạo và đổi mới trong thời hiện đại góp phần đa dạng hóa các kiểu nhân bánh tùy theo nguyên liệu sẵn có, theo sở thích và thói quen ẩm thực của người làm bánh. Thông thường bánh dẻo có nhân đậu xanh và đường kính trắng; nhân đậu xanh và bột trà xanh; nhân đậu xanh và lòng đỏ trứng vịt muối; nhân đậu xanh và hạt sen; nhân thập cẩm với lạp xưởng, mứt bí, hạt bí, hạt dưa, vừng trắng, mỡ đường (mỡ gáy lợn luộc sơ thái nhỏ và ướp đường với tỉ lệ 1:1 cho săn lại), lá chanh); nhân cốm và dừa bào sợi. Cũng cần nói đến vô số các thử nghiệm nhân bánh khác có thể kể đến như nhân đậu đỏ hạt sen; nhân tôm thịt; nhân xoài và nước cốt dừa; nhân khoai môn; thậm chí nhân chocolate v.v.
Tuy hiện tại mẫu mã và hương vị của bánh dẻo (và cả bánh nướng) rất đa dạng, nhưng gần đây người Việt đang có xu hướng quay lại với những chiếc bánh mang vị truyền thống. Trong đó, bánh nướng nhân thập cẩm (gồm nhiều nguyên liệu như dăm bông, thịt quay, dừa, hạt sen, lá chanh, hạt dưa, bí đao) và bánh dẻo làm từ bột nếp trắng nhồi đường và nước hoa bưởi thơm với nhân hạt sen hoặc đậu xanh mịn, được nhiều người lựa chọn nhất.

## Khuôn bánh
Dụng cụ hỗ trợ tạo hình bánh là khuôn bánh. Khuôn bánh có thể làm từ gỗ hay nhựa, nhưng thường làm từ gỗ (gỗ xà cừ hoặc gỗ thị chắc chắn, dễ đục và bền, ít bị mối mọt và giá thành hợp lý). Tại Thường Tín, Hà Nội có cả làng nghề chuyên làm khuôn bánh. Trong thời hiện đại, khuôn bánh dẻo chạm trổ hoa văn tinh tế với nhiều kiểu dáng, không chỉ hình vuông hay hình tròn truyền thống, mà còn bao gồm cả hình bầu dục, hình cá chép, các con thú v.v.

## Quy trình thực hiện

### Nấu nước đường
Trong khi nước đường để làm bánh nướng tương đối cầu kỳ, tỉ mỉ (nước đường làm bánh nướng phải được đo cữ cẩn thận trong khi nấu; thành phẩm sánh đặc và có màu cánh gián; được nấu trước tầm 2 tuần, thậm chí có những nhà gia truyền nấu và để nước lâu từ 1 năm tới 3 năm, thông thường là sau trung thu bắt đầu nấu để tới mùa thu năm sau làm bánh); thì nước đường làm bánh dẻo thực hiện đơn giản hơn, có thể dùng ngay, và không nhất thiết phải để lâu.
Cách đơn giản nhất là sử dụng đường cát trắng và nước theo tỷ lệ 1 kg đường + 1 lít nước, khuấy đều trong nồi. Bắc nồi lên bếp, mở vung đun sôi tan hết đường thì tắt bếp. Tuyệt đối không khuấy đảo nồi trong quá trình nấu. Nước đường làm theo cách này thường cho loại bánh không để được lâu. Một lượng nước cốt chanh (nước vắt từ quả chanh ta nguyên chất) được bổ sung vào nồi nước đường vài phút trước khi tắt bếp sẽ khiến nước đường làm bánh ngọt sắc hơn và bánh bảo quản được lâu hơn.
Một công thức khác cũng thường được sử dụng là dùng tỷ lệ 1 kg đường + 600ml nước lạnh, khuấy tan rồi bắc nồi lên bếp đun, khi nồi nước đường bắt đầu sôi thì giảm nhỏ lửa và tiếp tục đun 30-45 phút nữa. Vắt nước cốt chanh vào, đun tiếp khoảng 5-10 phút rồi bắc xuống bếp.
Có thể thử nước đường bằng cách nhúng đũa vào nồi nước, để một giọt rơi vào bát nước lạnh. Nếu giọt nước đường rơi xuống đáy bát và lan bẹt ra thành hình tròn là đạt, nếu tan trong nước là quá loãng, chưa đạt và cần đun thêm, nếu rơi thẳng xuống đáy bát tròn xoe là đun quá già, cần thêm chút nước sôi và đun cho loãng hơn.
Muốn nước đường thật trong, có thể dùng lòng trắng trứng trộn thêm vào. Khi nấu, thấy lòng trắng trứng nổi lên như gạch cua và quện những tạp chất trong nước thì dùng vợt vớt bỏ.
Nước đường thành phẩm trong, hơi ngả màu vàng nhạt nhẹ, để thật nguội và được đổ vào hũ, bình đã khử trùng sạch sẽ, đậy kín, bảo quản nơi khô ráo thoáng mát. Nước đường có thể dùng làm bánh ngay sau khi đã nguội, tuy nhiên thường nghệ nhân làm bánh sẽ dùng nước nấu được khoảng 1-2 tuần, thậm chí lâu hơn.

### Làm vỏ bánh

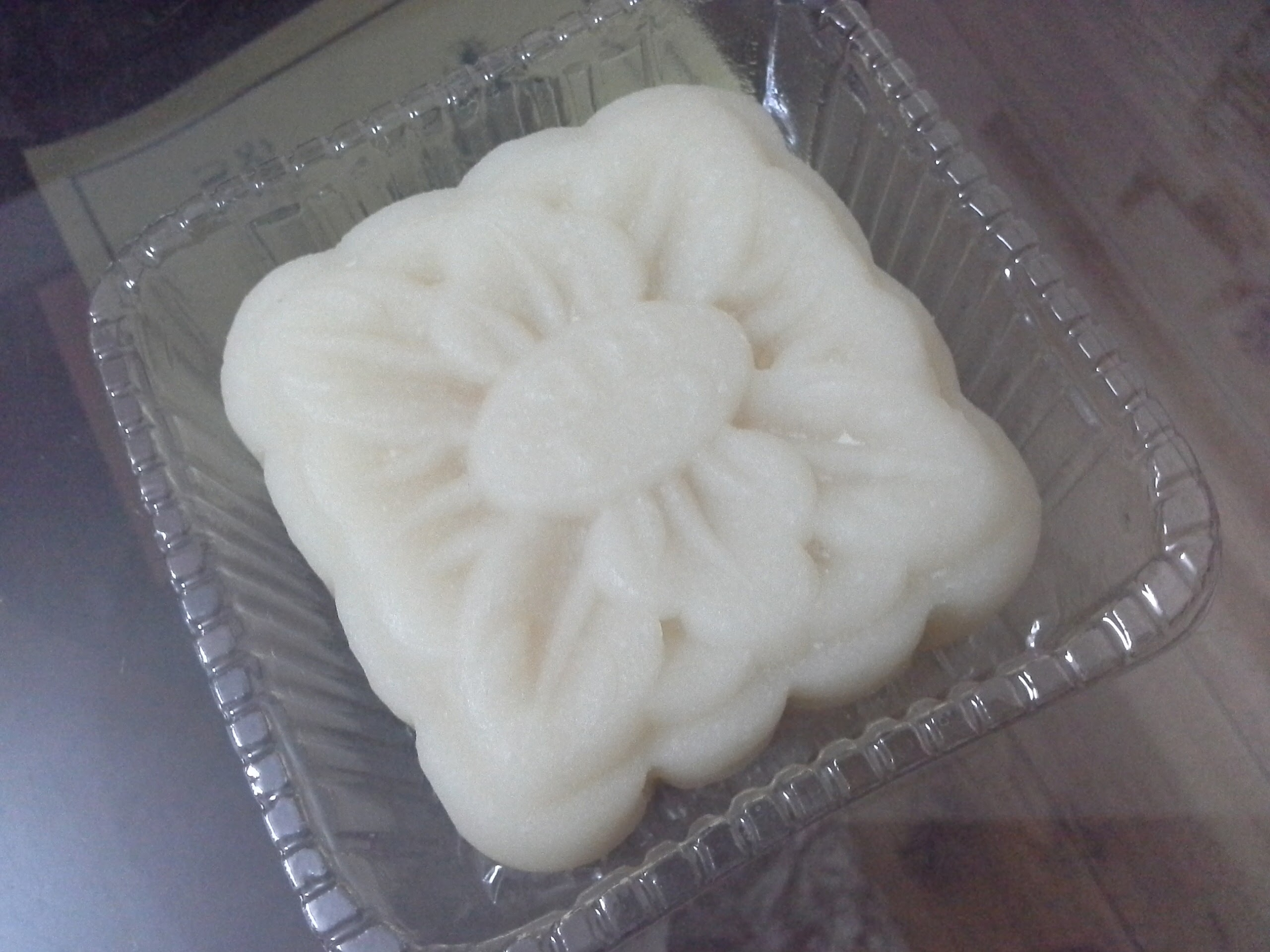
Bề mặt một chiếc bánh dẻo thành phẩm còn phớt ít bột áo khô

Nước đường được lấy ra khỏi dụng cụ đựng, pha thêm nước hoa bưởi và chuẩn bị làm vỏ bánh.
Cho bột nếp làm bánh dẻo ra chậu to, trộn màu thực phẩm hoặc bột trà xanh nếu muốn tạo màu cho vỏ bánh (thường dùng với bánh dẻo chay) (hoặc dùng lá dứa, nước củ dền, cà phê, dâu tây,... để vừa tạo màu, vừa tạo các vị khác nhau cho vỏ bánh); cho một chút dầu ăn (có thể không cần). Châm từ từ nước đường đã pha nước hoa bưởi vào bột và dùng thìa gỗ khuấy từ trung tâm của chậu ra ngoài làm bột ngấm nước đường, ướt đều, không bị vón cục. Nếu bột vón cục thì tiếp tục dùng thìa gỗ đánh cho tan. Khi thấy hỗn hợp bột bắt đầu sền sệt, dẻo quánh và rất dính thì dừng.
Tiếp tục rắc bột áo (bột khô) ra mâm, cho khối bột dẻo lên mâm dùng tay nhào đều đến khi bột mịn mượt, không dính tay là được. Bột bánh rất dính nên khi nặn bột người làm bánh nên đeo găng tay nilon, do nilon giúp chống dính nên thao tác sẽ dễ hơn. Dùng màng bọc thực phẩm bọc khối bột lại để bột nghỉ một thời gian nhất định.
Sau đó chia bột thành từng cục nhỏ, đều nhau tùy theo khuôn (nên có sự hỗ trợ của cân nhà bếp). Nếu làm bánh dẻo chay thì chỉ cần cân lượng bột cho đều nhau tương ứng với từng chiếc bánh (ví dụ lượng bột 200g tương ứng bánh có trọng lượng 200g); còn nếu làm bánh dẻo nhân thì tỷ lệ trọng lượng vỏ và nhân bánh là 2:1 (bánh 200g thì khoảng 135g bột làm vỏ và 65g nhân).

### Làm nhân bánh
Do có nhiều loại nhân bánh dẻo, nên từng công thức cụ thể làm các loại nhân bánh sẽ trở nên không thích hợp. Nhìn chung, các thành phần làm nhân bánh dẻo đều được sơ chế, làm chín, để nguội, trộn đều, cân đều nhau (theo tỷ lệ tương xứng với bột bánh đã nói ở trên) và vo thành các viên tròn.
Mạch nha, một loại đường sệt như keo, thường được dùng trong công đoạn sên nhân bánh để nhân được kết dính với nhau hơn và giữ được độ ẩm, tránh bị "lại đường".
Với nhân đậu xanh và các biến thể khác từ nhân đậu xanh như đậu xanh mứt bí, đậu xanh hạt sen, đậu làm nhân bánh thường được ngâm vài tiếng sau đó vo đãi sạch vỏ. Cho đậu, nước lạnh, chút muối ăn vào nồi và bắc lên bếp nấu lửa vừa. Khi nước hơi cạn bạn đậy vung nồi tiếp tục nấu cho đậu chín mềm. Bắc bếp xuống cho đậu xanh còn nóng cùng với đường vào máy xay nhuyễn. Sau đó, đem đậu xanh đã xay nhuyễn vào chảo cùng với dầu ăn đun chừng 15 phút. Sau đó cho chén bột làm vỏ bánh dẻo (hoặc bột mì, tinh bột ngô) hòa chung với dầu vào đun tiếp. Đến khi đậu xanh quyện lại một khối không dính nồi thì cho nước hoa bưởi (và mứt bí, hoặc hạt sen đã luộc chín mềm) vào sên thêm 5 phút nữa là tắt bếp.
Với nhân thập cẩm thì lạp xưởng nướng chín thái lát mỏng; hạt sen luộc chín tách đôi; mứt bí thái hạt lựu; hạt điều rang chín giã dập; hạt bí, hạt dưa, vừng rang chín tách vỏ; lá chanh non thái chỉ, jambon thái nhỏ, mỡ đường xắt vụn. Tất cả cho vào một bát lớn, đổ nước đường bánh dẻo và nước hoa bưởi vào trộn đều rồi rây dần dần bột bánh dẻo vào nhào đến khi hỗn hợp kết dính, có thể nắm lại được thì chia thành từng viên nhỏ theo tỉ lệ để làm phần nhân bánh.
Trứng vịt muối, một thành phần thường gặp trong nhân bánh dẻo và bánh nướng, thường được sơ chế theo cách lấy lòng đỏ để vào rổ rửa sạch dưới vòi nước rồi để ráo. Tiếp tục ngâm lòng đỏ trứng muối với chút rượu trắng và vài lát gừng để khử tanh rồi vớt ra để ráo. Sau đó cho vào nồi hấp trong vòng 10–15 phút, mang ra để nguội và cho vào giữa khối nguyên liệu làm nhân khác.

### Ép khuôn
Từng cục bột vỏ bánh được đặt lăn qua bột áo, sau đó phủi hết phần bột thừa, đặt lên một mặt phẳng và được cán dẹp đều khoảng 3-4mm, không nên cán mỏng quá khi ép trong khuôn sẽ khiến vỏ bánh lộ nhân. Cho cục nhân vào giữa và dùng tay kéo nhẹ các mép bột lên, vê sao cho khối bột bao tròn kín đều bên ngoài nhân bánh.
Tiếp theo, rắc một chút bột áo vào khuôn bánh rồi đặt khối bột đã bao nhân vào khuôn. Úp khuôn xuống và ấn tay từ từ và thật đều để khuôn ép khối bột đóng lại thành hình. Nhẹ nhàng dỡ khuôn để bánh rời ra.

## Bảo quản và thưởng thức

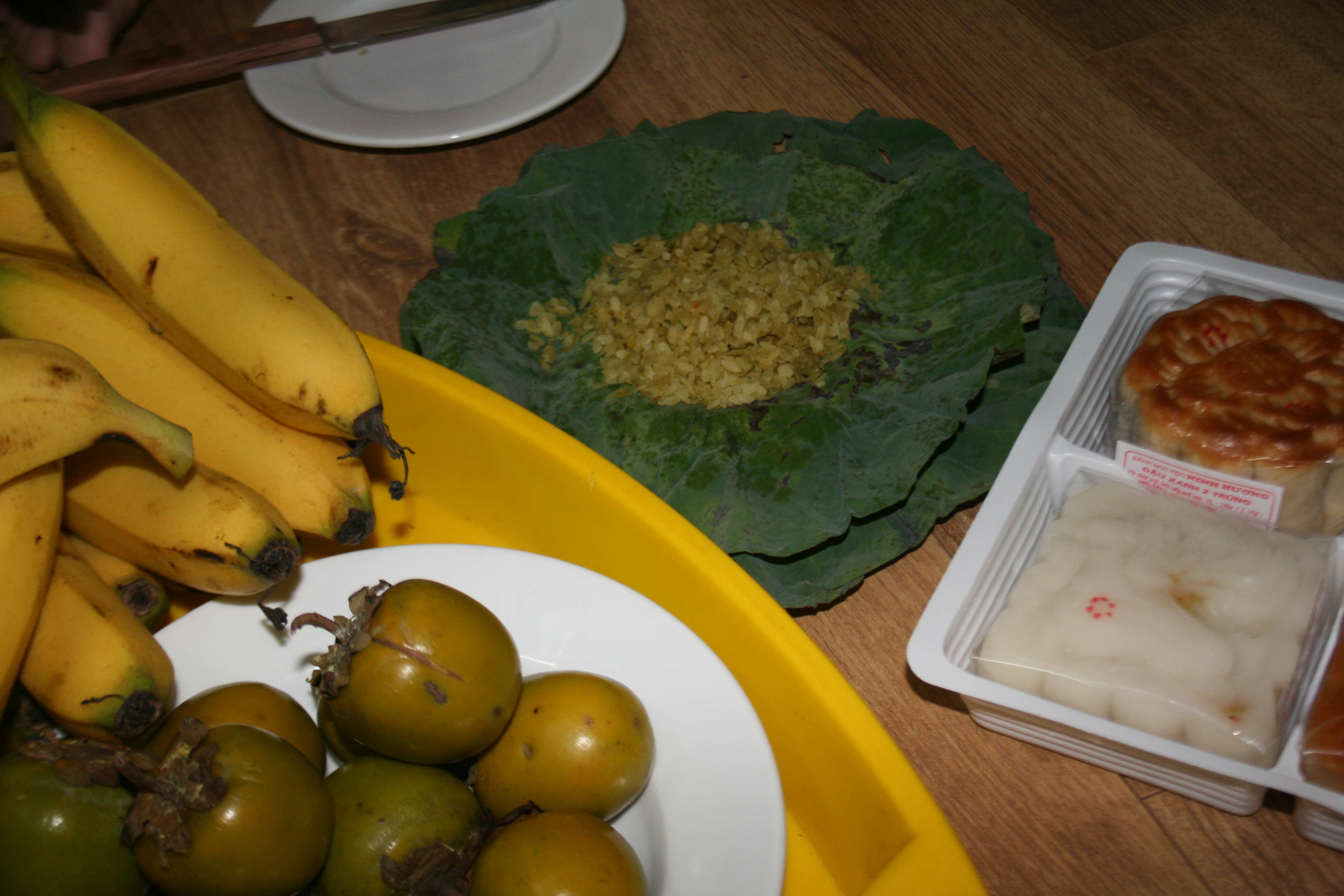
Bánh nướng, bánh dẻo bên cốm gói lá sen, chuối và hồng ngâm trong dịp phá cỗ trung thu

Bánh dẻo thành phẩm đạt chất lượng khi vỏ bánh có màu trắng trong đều, không bị hở nhân, hoa văn bề mặt sắc nét. Vỏ bánh ăn dai, dẻo; nhân bánh ráo, không bị rời rạc và không tách khỏi lớp vỏ. Bánh có mùi thơm đặc trưng và nhẹ nhàng.
Tùy theo khuyến cáo của nhà sản xuất, bánh có thể để từ vài ngày cho đến vài tuần trong điều kiện thời tiết thông thường, nơi khô ráo thoáng mát, không cần phải bảo quản lạnh.
Bánh dẻo có thể được sử dụng ngay sau khi ra khuôn. Tuy nhiên, khi mới sản xuất bánh có độ dẻo khá cao nên nếu ăn ngay bánh sẽ hơi nhão, dính răng và vị ngọt hơi gắt. Bánh thường được bọc giấy bóng kính (vừa tránh cho bánh khỏi bị khô, vừa vệ sinh, vừa ít nhiều thẩm mỹ) và để một vài ngày sau sẽ ngon hơn vì khi đó cấu trúc bánh vừa dẻo vừa săn chắc, vỏ bánh trong hơn, hương vị thơm mát ngọt dịu hấp dẫn.
Trong dịp lễ tết trung thu, bánh dẻo thông thường được thưởng thức kèm chung với bánh nướng.